# Anisopappus anemonifolius
Anisopappus anemonifolius là một loài thực vật có hoa trong họ Cúc. Loài này được Augustin Pyramus de Candolle mô tả khoa học đầu tiên năm 1933.